# أمارا سيمبا
أمارا سيمبا (بالفرنسية: Amara Simba)‏ هو لاعب كرة قدم سنغالي وفرنسي في مركز الهجوم، ولد في 23 ديسمبر 1961 في داكار في السنغال. شارك مع منتخب فرنسا لكرة القدم. أما مع النوادي، فقد لعب مع باريس سان جيرمان وكلوب ليون ونادي بارنت ونادي جان دارك ونادي كان ونادي كاين ونادي كيترينغ تاون ونادي ليتون أورينت ونادي ليل ونادي موناكو.

## وصلات خارجية
- أمارا سيمبا على موقع الاتحاد الأوربي (الإنجليزية)
- أمارا سيمبا على موقع قاعدة بيانات كرة القدم.إي يو (الإنجليزية)
- أمارا سيمبا على موقع ليكيب (الفرنسية)
- أمارا سيمبا على موقع ناشيونال فوتبول تيمز (الإنجليزية)
- أمارا سيمبا على موقع Soccerbase.com (لاعب) (الإنجليزية)
- أمارا سيمبا على موقع Soccerway.com (الإنجليزية)